# Rabdofana-(Nd)
La rabdofana-(Nd) és un mineral de la classe dels fosfats, que pertany al grup de la rabdofana. Rep el nom del grec ραβδοζ, vareta, més φαιυεσθαι, aparèixer, en al·lusió a les bandes que es presenten característicament en el seu espectre, més el sufix "-(Nd)" que indica el domini del neodimi sobre altres terres rares en aquesta espècie.

## Característiques
La rabdofana-(Nd) és un fosfat de fórmula química Nd(PO₄)·H₂O. Cristal·litza en el sistema hexagonal. La seva duresa a l'escala de Mohs és 3,5.
Segons la classificació de Nickel-Strunz, la rabdofana-(Nd) pertany a «02.CJ: Fosfats sense anions addicionals, amb H₂O, només amb cations de mida gran» juntament amb els següents minerals: estercorita, mundrabil·laïta, swaknoïta, nabafita, nastrofita, haidingerita, vladimirita, ferrarisita, machatschkiïta, faunouxita, rauenthalita, brockita, grayita, rabdofana-(Ce), rabdofana-(La), tristramita, smirnovskita, ardealita, brushita, churchita-(Y), farmacolita, churchita-(Nd), mcnearita, dorfmanita, sincosita, bariosincosita, catalanoïta, guerinita i ningyoïta.

## Formació i jaciments
Va ser descoberta a la mina Scoville, situada al districte miner de Salisbury, al comtat de Litchfield (Connecticut, Estats Units). També ha estat descrita al complex intrusiu de Wausau, a l'estat de Wisconsin, així com a Alemanya, Anglaterra, la República Txeca, Itàlia, Angola, Madagascar, Rússia i el Japó.